# گاکو سانو
گاکو سانو (انگلیسی: Gaku Sano؛ زادهٔ ۳ آوریل ۱۹۹۲) بازیگر اهل ژاپن است. وی از سال ۲۰۱۲ میلادی تاکنون مشغول فعالیت بوده‌است.